# Puanama sinopia
Puanama sinopia är en skalbaggsart som beskrevs av Maria Helena M. Galileo och Martins 1995. Puanama sinopia ingår i släktet Puanama och familjen långhorningar. Inga underarter finns listade i Catalogue of Life.